# Purtse (Ort)
Purtse (deutsch Alt-Isenhof) ist ein Dorf (estnisch küla) im estnischen Kreis Ida-Viru. Es gehört zur Landgemeinde Lüganuse. Purtse hat 322 Einwohner. Das Dorf liegt am Fluss Purtse (Purtse jõgi), der nördlich des Dorfkerns in den Finnischen Meerbusen mündet. Dort befindet sich auch ein kleiner Yachthafen.

## Vasallenburg Purtse

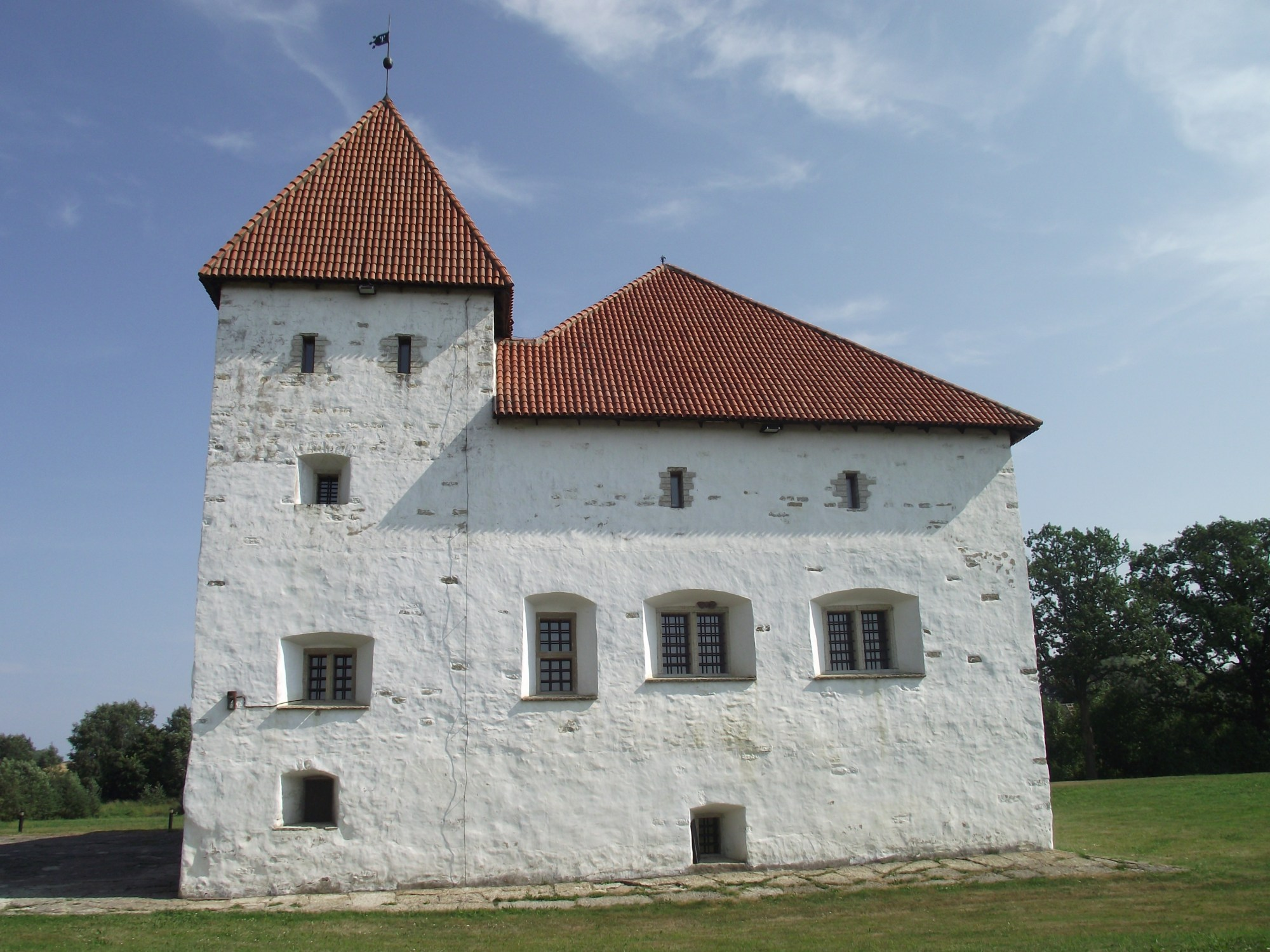
Die Vasallenburg Purtse

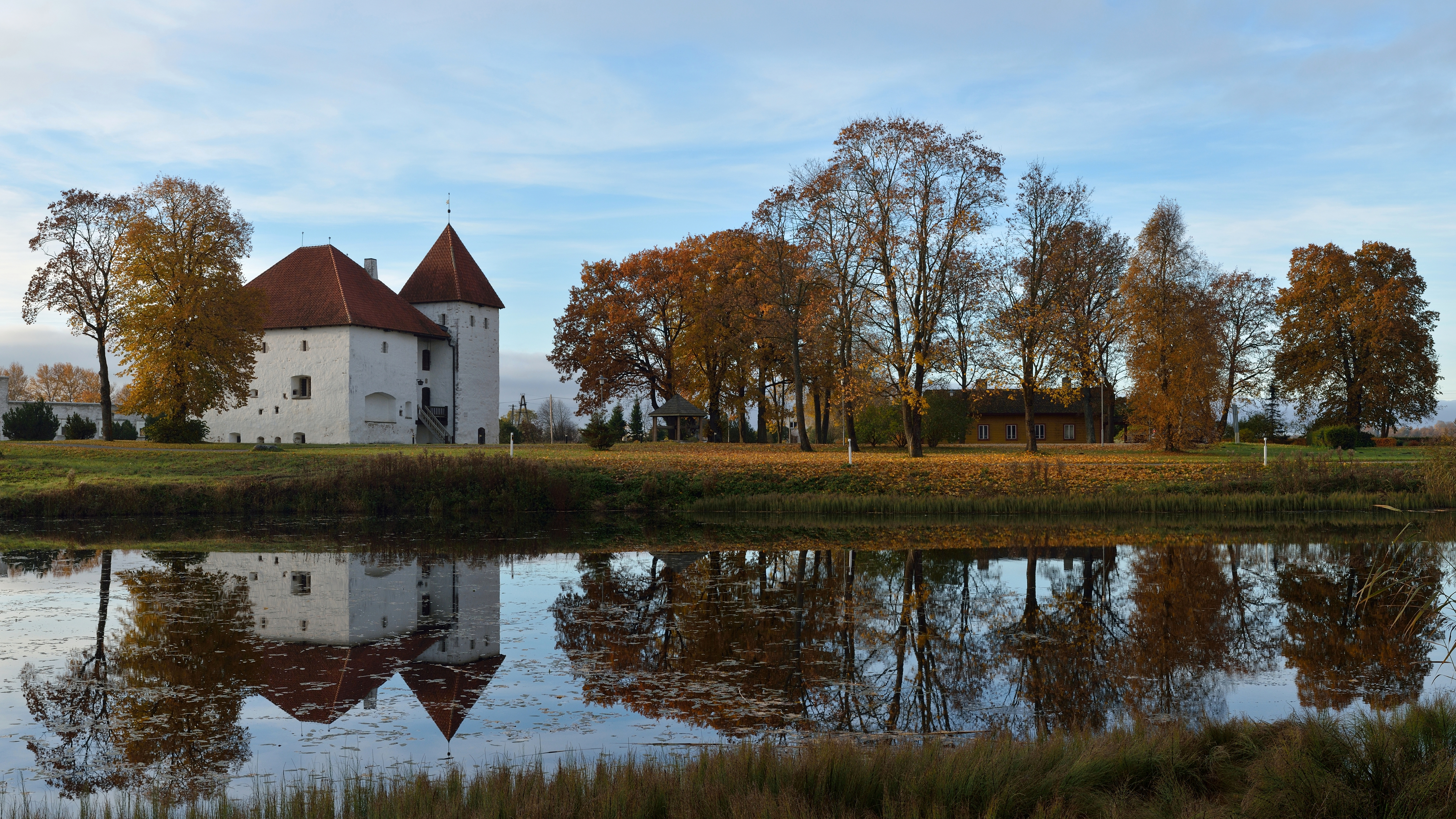
Die Vasallenburg Purtse

Das Dorf wurde bereits 1241 im Liber Census Daniæ genannt. Das Rittergut Purtse wurde erstmals 1421 urkundlich erwähnt. Es gehörte bis ins 17. Jahrhundert der deutschbaltischen Adelsfamilie von Taube (von Tuve). Um 1530 ließ Johann von Taube am Ostufer des Flusses das dreigeschossige befestigte Gutshaus aus Stein errichten. Es diente sowohl Wohn- als auch Verteidigungszwecken. Die Mauern waren mit einer Stärke von 2,35 m außerordentlich dick. An den westlichen Teil der Burg schließt sich ein rechteckiger Turm mit Ziegeldach an. Die Tür- und Fensteröffnung sowie die Schießscharten sind im Stil der beginnenden Renaissance gestaltet. Ein Hypokaustum beheizte den großen Festsaal im zweiten Stock. Wahrscheinlich waren weitere Gebäude aus Holz angebaut, die heute nicht mehr erhalten sind.
Das Gut Purtse wurde im Großen Nordischen Krieg stark zerstört, später aber wieder aufgebaut. 1731 erwarb der zaristische Staatsmann und Generalmajor Otto Magnus von Stackelberg (1704–1765) Purtse. Da ihm und seinen Nachkommen auch das Nachbargut Püssi gehörte, wurde Purtse vernachlässigt und später als Getreidespeicher genutzt.
1918/19 enteignete der estnische Staat das Rittergut im Zuge der umfassenden Landreform in Estland. Nach der sowjetischen Besetzung Estlands verfiel die Burg zusehends. Sie wurde erst 1987–1990 renoviert und erstrahlt seitdem in neuem Glanz. Heute finden dort zahlreiche Veranstaltungen, Konzerte und Ausstellungen statt. Ein kleines Restaurant lockt Einheimische wie Touristen an.

## Park
Auf der Anhöhe Hiiemägi (etwa „Berg des heiligen Hains“), an der möglichen Stelle einer Kultstätte der vorchristlichen Esten, befindet sich seit 1991 ein mit Eichen und Linden bepflanzter Park. Er ist allen Opfern von Gewaltherrschaft, einschließlich der Opfer des Kommunismus, gewidmet. In der Mitte des Parks informiert eine „Landkarte der Leiden Estlands“ über die  Deportationen der estnischen Bevölkerung nach Sibirien unter der stalinistischen Zwangsherrschaft.